# 3-Méthyluracile
Le 3-méthyluracile est une base nucléique pyrimidique dérivée de l'uracile par méthylation. Il est présent naturellement dans certains ARN ribosomiques sous forme de 3-méthyluridine.